# Bongaon
Bongaon (eller Bangaon, bengali বনগাঁ) är en stad i Indien. Den är belägen i distriktet North 24 Parganas i delstaten Västbengalen och ligger vid gränsen mot Bangladesh. Staden, Bongaon Municipality, hade 108 864 invånare vid folkräkningen 2011.